# Qafë Thana

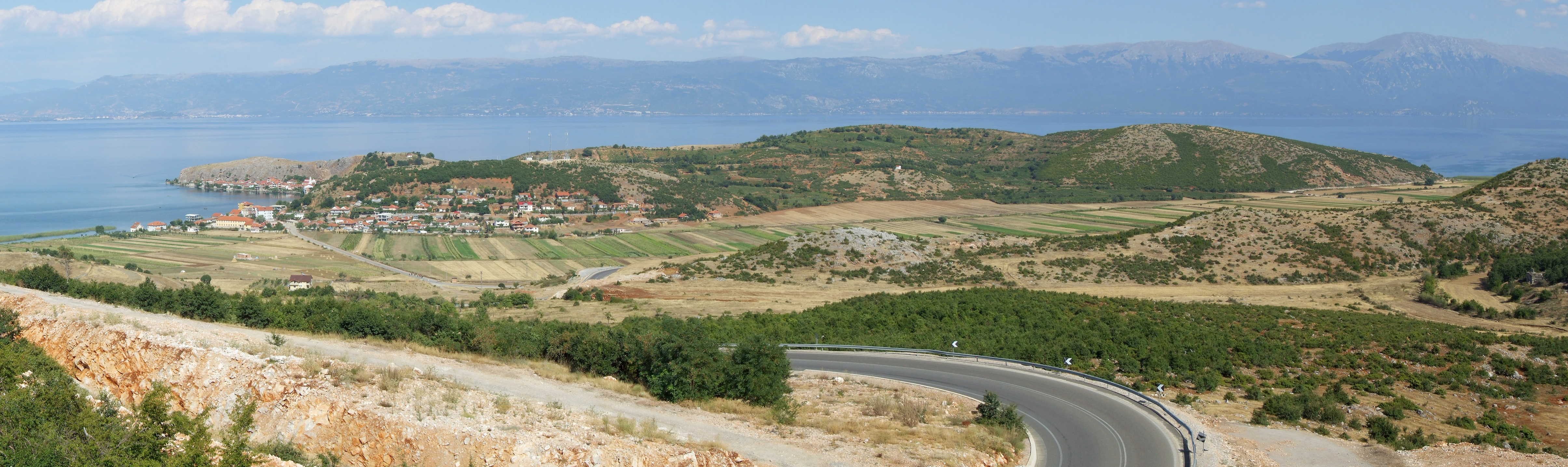
Passstraße auf der Ostseite des Passes mit Blick auf den Ohridsee

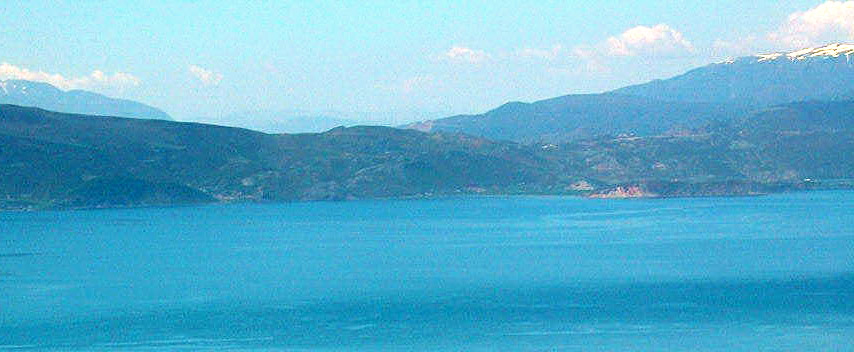
Blick vom gegenüberliegenden Ufer des Ohridsees auf den Pass
(hellerer Bereich in der rechten Bildhälfte)

Der Qafë Thana, auch bekannt als Kafasan beziehungsweise Ćafasan (mazedonisch Ќафасан Ќafasan; deutsch Kornelkirschen-Pass), ist ein Gebirgspass in Albanien. Er wird überquert von der SH 3 und der Europastraße 852 und verbindet das Tal des Shkumbin, in dem die Stadt Librazhd liegt, mit dem Becken des Ohridsee, in dem Pogradec liegt. Er ist die wichtigste Verbindung von Zentralalbanien nach Südostalbanien mit der Region Korça.
Die Steigung zum Pass beginnt auf der Westseite bei Qukës auf rund 400 Meter Höhe, wo die Straße das Shkumbin-Tal verlässt. Bei Përrenjas auf rund 550 Meter wird der Aufstieg durch eine mehrere Kilometer lange Ebene unterbrochen, bevor die Straße ab Uraka steil und mit vielen Kurven zum Pass ansteigt. Auf der Ostseite führt die Straße in einigen großen Kehren zum Ohridsee hinunter, der auf knapp 700 Meter Höhe liegt.
Direkt auf der Passhöhe zweigt die SH 9 nach Nordmazedonien ab, die dann auf dem Höhenzug bis zur Grenze verläuft. Der nach dem Pass benannte Grenzübergang liegt etwas höher auf 994 m ü. A. Der Qafë Thana ist Teil des Paneuropäischen Verkehrskorridors VIII und wichtigster Verbindungsweg von Albanien nach Nordmazedonien.
Ein einspuriger, 3015 Meter langer Tunnel der albanischen Eisenbahn unterquert den Pass auf rund 700 Meter Höhe. Die im Jahr 1979 eröffnete Strecke wurde gebaut, um die Bergwerke bei Pogradec zu erschließen. Die Bauzeit für den Tunnel dauerte von 1975 bis 1979. Rund 650 Liter Wasser sammeln sich pro Sekunde im Tunnel, die ursprünglich zur Bewässerung der Ebene Fusha e Domosdovës genutzt wurden.